# Bouafla
Bouafla est un village située dans le district du Sassandra-Marahoué. Il s'agit d'une localité rurale appartenant au département de Bouaflé et à la sous-préfecture de Tibéita dans la région de la région Marahoué.